# أولاف إلير
أولاف إلير (بالدنماركية: Olaf Eller)‏ هو لاعب هوكي جليد دنماركي، ولد في 13 يونيو 1960 في مملكة الدنمارك.

## وصلات خارجية
- أولاف إلير على موقع EliteProspects.com (الإنجليزية)